# Bad Lausick
Bad Lausick (pronunciación en alemán: /baːt ˈlaʊ̯zɪk/ⓘ) es un municipio situado en el distrito de Leipzig, en el estado federado de Sajonia (Alemania), a una altitud de 160 metros. Su población a finales de 2016 era de unos 8000 habitantes y su densidad poblacional, 120 hab/km².